# Victoria Libertas Pallacanestro 2016-2017
Questa voce raccoglie le informazioni riguardanti la Victoria Libertas Pallacanestro nelle competizioni ufficiali della stagione 2016-2017.

## Stagione
La stagione 2016-2017 della Victoria Libertas Pallacanestro sponsorizzata Consultinvest, è la 58ª nel massimo campionato italiano di pallacanestro, la Serie A.
Per la composizione del roster si decise di cambiare formula, passando a quella con 7 giocatori stranieri di cui massimo 3 non appartenenti a Paesi appartenenti alla FIBA Europe o alla convenzione di Cotonou.

## Organigramma societario
Aggiornato al 30 novembre 2016.
- Presidente: Ario Costa
- Amministratore delegato: Andrea Rombaldoni
- Direttore sportivo: Stefano Cioppi
- Team manager: Fabrizio Panzavolta
- Direttore operativo: Marco Aloi

- Allenatore: Spiro Leka
- Assistente: Umberto Badioli, Paolo Calbini
- Addetto statistiche: Roberto Romani
- Preparatore atletico: Roberto Venerandi
- Medici sociali: Piero Benelli, Massimo Mancino
- Fisioterapisti: Saverio Serafini, Roberto Tamburini

## Roster
Aggiornato al 5 gennaio 2017.
| Consultinvest Pesaro 2016-17 | Consultinvest Pesaro 2016-17 |
| Giocatori                    | Staff tecnico                |
| ---------------------------- | ---------------------------- |

| N. | Naz.                                         | Ruolo | Nome                | Anno | Alt.   | Peso   |  |
| -- | -------------------------------------------- | ----- | ------------------- | ---- | ------ | ------ |  |
| 1  | Stati Uniti (bandiera)                       | G     | Jeremy Hazell       | 1986 | 195 cm | 86 kg  |  |
| 3  | Stati Uniti (bandiera)                       | G     | Brandon Fields      | 1988 | 193 cm | 88 kg  |  |
| 5  | Italia (bandiera)                            | AG    | Giulio Gazzotti (C) | 1991 | 202 cm | 104 kg |  |
| 7  | Italia (bandiera)                            | G     | Alessandro Cassese  | 1997 | 190 cm | 80 kg  |  |
| 8  | Stati Uniti (bandiera)                       | P     | Marcus Thornton     | 1993 | 193 cm | 86 kg  |  |
| 13 | Lituania (bandiera)                          | AP    | Simas Jasaitis      | 1982 | 203 cm | 102 kg |  |
| 15 | Stati Uniti (bandiera)                       | PG    | Rotnei Clarke       | 1989 | 183 cm | 83 kg  |  |
| 17 | Italia (bandiera)                            | G     | Marco Ceron         | 1992 | 195 cm | 100 kg |  |
| 20 | Italia (bandiera)                            | G     | Pietro Bocconcelli  | 1998 | 189 cm | 85 kg  |  |
| 21 | Stati Uniti (bandiera) · Ungheria (bandiera) | AC    | Jarrod Jones        | 1990 | 205 cm | 106 kg |  |
| 33 | Italia (bandiera)                            | AP    | Michele Serpilli    | 1999 | 198 cm | 94 kg  |  |
| 35 | Camerun (bandiera)                           | C     | Landry Nnoko        | 1994 | 208 cm | 111 kg |  |
| 41 | Lituania (bandiera)                          | AG    | Donatas Zavackas    | 1980 | 203 cm | 104 kg |  |
| 55 | Stati Uniti (bandiera)                       | P     | Ryan Harrow         | 1991 | 188 cm | 73 kg  |  |
| -  | Italia (bandiera)                            | G     | Gabriele Crescenzi  | 1998 | 180 cm | 78 kg  |  |

| Allenatore                                                                                                 |
| - Piero Bucchi (fino al 9 marzo) - Spiro Leka (dal 9 marzo)                                                |
| Assistente/i                                                                                               |
| - Paolo Calbini - Spiro Leka (fino al 9 marzo) Legenda - (C) Capitano - (IN) Inattivo - Infortunato Roster |

## Mercato

### Sessione estiva
| Acquisti | Acquisti         | Acquisti          | Acquisti   | Acquisti |
| R.       | Nome             | da                | Modalità   |          |
| -------- | ---------------- | ----------------- | ---------- | -------- |
| C        | Landry Nnoko     | Clemson Tigers    | definitivo |          |
| ALL      | Piero Bucchi     | N.B. Brindisi     | definitivo |          |
| G        | Brandon Fields   | Austin Spurs      | definitivo |          |
| AP       | Simas Jasaitis   | Orlandina         | definitivo |          |
| P        | Marcus Thornton  | Maine Red Claws   | definitivo |          |
| P        | Ryan Harrow      | Rethymno          | definitivo |          |
| C        | Jarrod Jones     | Szolnoki Olaj     | definitivo |          |
| AG       | Donatas Zavackas | Neptūnas Klaipėda | definitivo |          |

| Cessioni | Cessioni           | Cessioni         | Cessioni       | Cessioni |
| R.       | Nome               | a                | Modalità       |          |
| -------- | ------------------ | ---------------- | -------------- | -------- |
| P        | Nicolò Basile      | Scaligera Verona | fine contratto |          |
| C        | Tautvydas Lydeka   | Dinamo Sassari   | fine contratto |          |
| ALL      | Riccardo Paolini   | Free agent       | fine contratto |          |
| AP       | Jevohn Shepherd    | Spirou Charleroi | fine contratto |          |
| G        | Trevor Lacey       | Dinamo Sassari   | fine contratto |          |
| A        | Austin Daye        | Galatasaray      | fine contratto |          |
| P        | Semaj Christon     | Oklahoma Thunder | fine contratto |          |
| PG       | Brandon Solazzi    | Pistoia Basket   | prestito       |          |
| AG       | Francesco Candussi | Reyer Venezia    | fine prestito  |          |

### Dopo l'inizio della stagione
| Acquisti | Acquisti      | Acquisti        | Acquisti   | Acquisti |
| R.       | Nome          | da              | Modalità   |          |
| -------- | ------------- | --------------- | ---------- | -------- |
| G        | Jeremy Hazell | Free agent      | definitivo |          |
| PG       | Rotnei Clarke | Illawarra Hawks | definitivo |          |

| Cessioni | Cessioni       | Cessioni        | Cessioni    | Cessioni |
| R.       | Nome           | a               | Modalità    |          |
| -------- | -------------- | --------------- | ----------- | -------- |
| G        | Brandon Fields | Budivelnyk Kiev | rescissione |          |
| P        | Ryan Harrow    | Rosa Radom      | rescissione |          |
| ALL      | Piero Bucchi   | Free agent      | rescissione |          |

## Risultati

### Serie A

#### Regular season

##### Girone di andata
| Arbitri: | Sabetta (Termoli) Biggi (Sarmato) Paglialunga (Taranto) |

|                                                               |            |                                         |
| F. Pilepić 17 T. Darden, D. Waters 14 J. Johnson, G. Lawal 11 | Punti      | 21 J. Jones 13 M. Thornton 10 R. Harrow |
| V. Kariniauskas 8                                             | Assist     | 4 M. Thornton                           |
| T. Darden 9                                                   | Rimbalzi   | 9 J. Jones                              |
| Rimas Kurtinaitis                                             | Allenatori | Piero Bucchi                            |

##### Girone di ritorno
| Pesaro 5 febbraio 2017, ore 18:15 3ª giornata | V.L. Pesaro | – | Pall. Cantù | Adriatic Arena |

## Statistiche

### Statistiche di squadra
Aggiornate al 4 gennaio 2017.
| Competizione | Punti | In casa | In casa | In casa | In casa | In casa | In trasferta | In trasferta | In trasferta | In trasferta | In trasferta | Totale | Totale | Totale | Totale | Totale | Totale |
| Competizione | Punti | G       | V       | P       | Ptf     | Pts     | G            | V            | P            | Ptf          | Pts          | G      | V      | P      | Ptf    | Pts    | Diff.  |
| ------------ | ----- | ------- | ------- | ------- | ------- | ------- | ------------ | ------------ | ------------ | ------------ | ------------ | ------ | ------ | ------ | ------ | ------ | ------ |
| Serie A      | 8     | 7       | 2       | 5       | 524     | 527     | 7            | 2            | 5            | 530          | 574          | 14     | 4      | 10     | 1.054  | 1.101  | -47    |
| Totale       | 8     | 7       | 2       | 5       | 524     | 527     | 7            | 2            | 5            | 520          | 574          | 14     | 4      | 10     | 1.054  | 1.101  | -47    |

### Statistiche dei giocatori

#### In campionato
Aggiornate al 4 gennaio 2017.
| Nome         | G | Pun | Min | Falli | Falli | Tiri da 2 | Tiri da 2 | Tiri da 2 | Tiri da 3 | Tiri da 3 | Tiri da 3 | Tiri Liberi | Tiri Liberi | Tiri Liberi | Rimbalzi | Rimbalzi | Rimbalzi | Stop | Stop | Palle | Palle | Ass | Val | OER   | +/- |
| Nome         | G | Pun | Min | C     | S     | R         | T         | %         | R         | T         | %         | R           | T           | %           | O        | D        | T        | D    | S    | P     | R     | Ass | Val | OER   | +/- |
| ------------ | - | --- | --- | ----- | ----- | --------- | --------- | --------- | --------- | --------- | --------- | ----------- | ----------- | ----------- | -------- | -------- | -------- | ---- | ---- | ----- | ----- | --- | --- | ----- | --- |
| Jarrod Jones | 0 | 0   | 0   | 0     | 0     | 0         | 0         | 0.0       | 0         | 0         | 0.0       | 0           | 0           | 0.0         | 0        | 0        | 0        | 0    | 0    | 0     | 0     | 0   | 0   | 0.000 | 0   |
| Ryan Harrow  | 0 | 0   | 0   | 0     | 0     | 0         | 0         | 0.0       | 0         | 0         | 0.0       | 0           | 0           | 0.0         | 0        | 0        | 0        | 0    | 0    | 0     | 0     | 0   | 0   | 0.000 | 0   |
| Landry Nnoko | 0 | 0   | 0   | 0     | 0     | 0         | 0         | 0.0       | 0         | 0         | 0.0       | 0           | 0           | 0.0         | 0        | 0        | 0        | 0    | 0    | 0     | 0     | 0   | 0   | 0.000 | 0   |
| Marco Ceron  | 0 | 0   | 0   | 0     | 0     | 0         | 0         | 0.0       | 0         | 0         | 0.0       | 0           | 0           | 0.0         | 0        | 0        | 0        | 0    | 0    | 0     | 0     | 0   | 0   | 0.000 | 0   |